# 三星Galaxy Note 10.1 2014 Edition
Galaxy Note 10.1 2014 Edition是三星电子制造的Android平板电脑，于2013年9月发布，运行Android 4.3，已可升级至Android 5.1.1。这台平板电脑搭载了高通 Snapdragon 800 SoC，由四核 2.3 GHz Krait 400（LTE 型号）或4个1.9 GHz Cortex-A15 & 4个1.3 GHz Cortex-A7) （3G 型号） CPU核心、Adreno 330 GPU、3 GB的记忆体和16/32/64 GB储存空间组成，最大可以扩充到64 GB的MicroSD记忆卡,电池为不可拆卸式8220mAh，三星Galaxy Note 10.1 2014 Edition的Wi-Fi型号是540克，3G型号是535克，而LTE型号是547克。

## 技術規格
- 後置攝像頭：800萬像素
- 前置攝像頭：200萬像素
- 記憶體：3 GB RAM
- 儲存空間：16/32/64 GB
- 電池：8220 mAh
- 屏幕尺寸：10.1寸
- 處理器：四核 2.3 GHz Krait 400 - LTE 型号
八核 (4x1.9 GHz Cortex-A15 & 4x1.3 GHz Cortex-A7) - 3G 型号
- 作業系統：Android 4.3，可升级至Android 5.1.1
- 重量：540g (WIFI)/535 g (3G)/547g (LTE)